# Iris latifolia

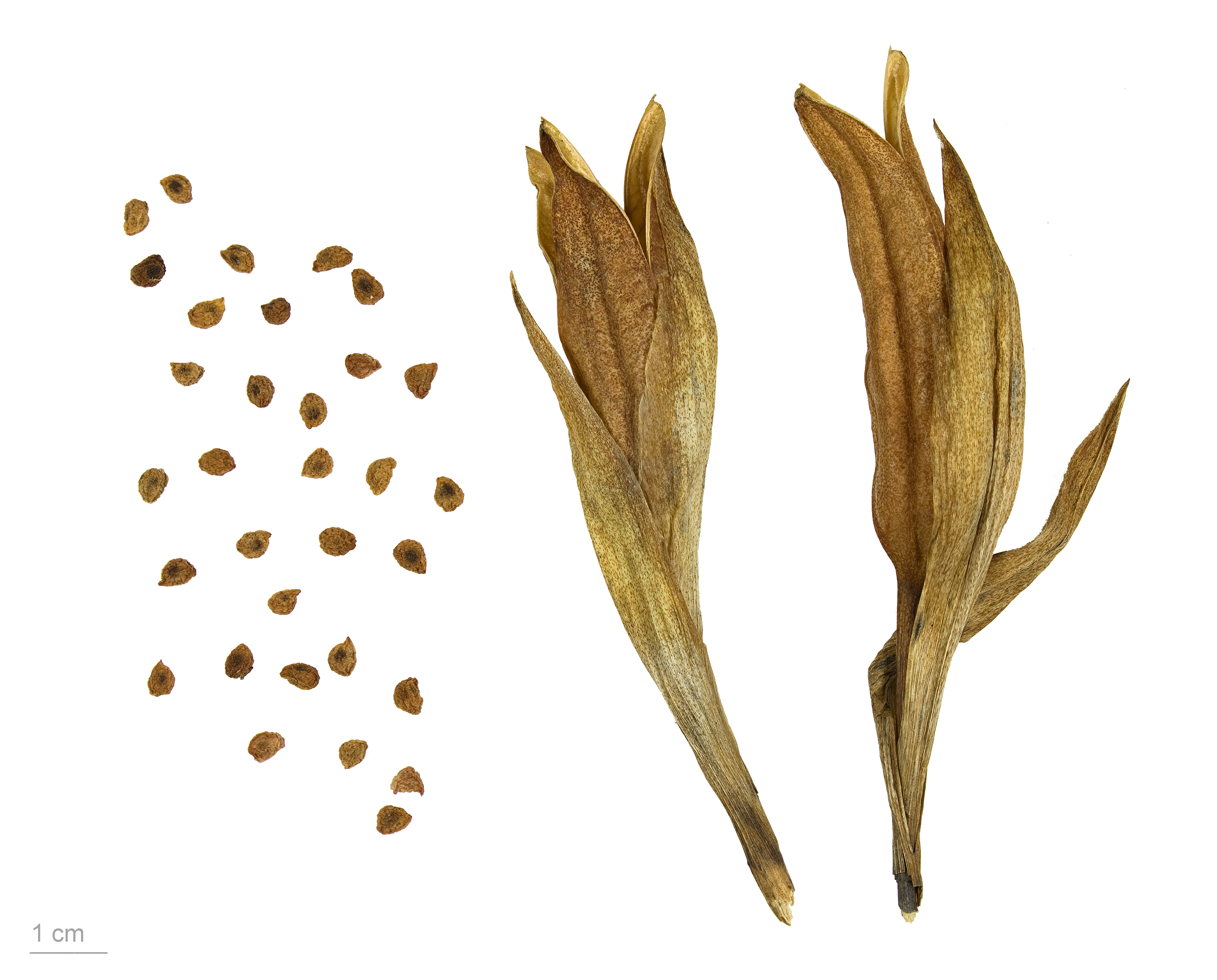
Iris latifolia

Iris latifolia là một loài thực vật có hoa trong họ Diên vĩ. Loài này được (Mill.) Voss miêu tả khoa học đầu tiên năm 1895.